# جون فيلثام دانيلي
جون فيلثام دانيلي (عمد عام 1785 - 1835) كان كاتباً موسيقيًا إنجليزياً.

## الحياة
هو الابن الثاني ل «جورج دانيلي» كاتب عام في كنيسة سانت جورج، وزوجته إليزابيث، ولد في ووكينغهام في عائلة نزلت في العالم. كان أول تعليم موسيقي لهُ من والده، وفي سن الخامسة عشر درس الجهير الشامل مع صموئيل ويب تحت قيادة تشارلز كينفيت، ثم تشارلز نيت. تلقى أيضاً بعض الدروس من جوزيف ولفي في وقت لاحق حيث استقرَّ ولفي في إنجلترا عام 1805 فقط. حوالي عام 1803 تخلى جون دانيلي عن الموسيقى ليعيش مع عم ثري كان لديه توقعات منه ولكنه استأنف فيما بعد دراساته الموسيقية. حتى عام 1812 كان يعيش مع والدته في أوديهام، حيث أصبح مهتمًا بالموسيقى واللغات القارية من الجماع مع أسرى الحرب المقيمين هناك. في عام 1812 ذهب إلى إبسويتش كمدرس للموسيقى وبعد سنوات قليلة تم تعيينه عازف أورغن في كنيسة القديسة مريم للبرج. في عام 1816، زار دانيلي باريس ودرس على يد أنطون ريتشا، لويس بارتيلي براذر، ألكسندر ميريكي والتقى ببيير ألكسندر مونسيني ولويجي شيروبيني ثم عاد بعدها إلى إبسويتش وتزوج عام 1822، وحوالي عام 1824 الظاهر أنه استقر في لندن. تفاصيل السنوات الأخيرة من حياة دانيلي المهنية في لونرون هزيلة. نشر الموسيقى في 22 مكان تافيستوك، وفي أدلة مكتب البريد من 1832 إلى 1834 وظهر اسمه كبائع موسيقى وناشر 13 شارع ريجنت.

## أعماله
نشر دانيلي:
- Introduction to the Elementary Principles of Thorough Bass and Classical Music (Ipswich, 1820)
- Palinodia a Nice, set of thirteen vocal duets
- An Encyclopædia or Dictionary of Music (1825)
- Musical Grammar (1825), the preface dated from 92 Norton Street, Portland Place. London
- Article on Music (1829) in the London Encyclopædia
- The Nosegay: a Gage d'Amour and Musical Cadeau for 1832, with F. W. N. Bayley, from 13 Regent Street, London.
- Sonatinas for the pianoforte, and songs.